# 比尔·戈尔德
比尔·戈尔德（William Gold，1921年1月3日 - 2018年5月20日）是一位美国平面设计师以及电影海报设计師。  他曾與劳伦斯·奥利维尔、克林·伊斯威特、亞弗列·希治閣、斯坦利·库布里克、伊利亚·卡赞和雷利·史考特等人合作。勝利之歌的海報是他設計的第一张電影海报，而胡佛传的電影海報是他設計的最后一幅電影海報。北非谍影、 大法師和老千計狀元才的電影海报也是由他設計的。